# Hernane Brocador
Hernane Vidal de Souza, mais conhecido como Hernane Brocador ou apenas Hernane (Bom Jesus da Lapa, 8 de abril de 1986), é um futebolista brasileiro que atua como centroavante. Atualmente está sem clube.

## Carreira

### Início
Nascido em Bom Jesus da Lapa, oeste da Bahia, Hernane começou sua carreira na várzea baiana. No seu último ano como júnior, jogou o Campeonato Paulista Sub-20 pelo Guarulhos. Com 21 anos, com pouco tempo em categorias de base e sem nunca ter disputado uma partida oficial, o atacante passou por testes no Palmeiras e na Portuguesa, mas foi rejeitado.

### Atibaia
Por indicação de um olheiro da Bahia, Hernane, juntamente com outros três atletas, foi chamado para uma semana de testes no Atibaia e, logo de cara, surpreendeu o então treinador Eduardo Clara com três coisas que não se ensinam nas categorias de base.
| “ | Talento, sorte e estrela. Ele nunca jogou categoria de base na vida. Chegou da Bahia sem nunca ter jogado partida oficial. Lembro que ele era grandão e vi muito potencial. Era um finalizador nato. A bola procurava ele. Batia na trave e voltava para ele fazer. Foi oferecido para mim por um olheiro junto com outros três meninos. Vieram fazer um teste de uma semana. Só ele ficou. | ” |

Ao final da semana de testes, dos três jogadores, apenas Hernane foi aprovado. Vestindo a camisa 9 do Falcão, Hernane estreou profissionalmente em 3 de junho de 2007 e precisou de 72 minutos para balançar as redes pela primeira vez, marcando o único gol do Atibaia na goleada sofrida por 4 a 1 para o Itapirense, em partida válida pela nona rodada do Campeonato Paulista - Segunda Divisão. Em determinado momento da competição, Hernane, que estava com 6 gols em 6 jogos, chamou a atenção de Edson Mendes, o Tupã, olheiro do São Paulo, que foi observar um volante do time adversário do Atibaia e voltou avisando que o volante não tinha condições de ir para o clube, mas que um atacante chamado Hernane merecia ser observado. Hernane brigou pela artilharia do torneio, terminando com 13 gols em 20 jogos.

### São Paulo
Ao término do contrato com o Falcão, Hernane fechou com o São Paulo ainda em dezembro de 2007. Mesmo com a idade acima do permitido, o atacante passou um longo período treinando nos juniores do Tricolor Paulista. No início de 2008, Hernane, que já estava treinando no profissional, chegou a ser relacionado pelo técnico Muricy Ramalho para um jogo do Campeonato Paulista, no dia 21 de fevereiro. Ele dormiu na concentração com o elenco, mas acabou cortado momentos antes da partida.

### Rio Preto
Sem chances no Soberano, foi contratado por empréstimo pelo Rio Preto a pedido do então treinador do Verdão da Vila Universitária. No Glorioso, Hernane disputaria o seu primeiro Campeonato Paulista. No entanto, não conseguiu atuar; ficava no banco e não entrava, sendo relacionado e cortado.

### Retorno ao São Paulo
Assim, ele retornou para o São Paulo para ser emprestado para um time dos Emirados Árabes. Sua passagem acabou não dando certo também e ele retornou ao São Paulo.

### Toledo
Em 2009 foi emprestado para o Toledo, do Paraná, com quem o São Paulo tinha feito uma parceria para disputar o Campeonato Paranaense. O TCW tinha cinco atacantes, e Hernane era a quinta opção. Mas desde que ele começou a jogar o time não perdeu mais, e ele foi o vice artilheiro, com seis gols. O artilheiro da competição tinha sete, sendo que ele tinha feito quatro de pênalti.

### Catanduvense
Voltou para São Paulo em 2010 e foi emprestado ao Catanduvense para a disputa do Campeonato Paulista - Segunda Divisão. Pelo time de Catanduva, Hernane jogou apenas quatro partidas.

### Paulista
Ainda em 2010, foi emprestado ao Paulista. Ganhou a Copa Paulista, sendo o artilheiro do time com 10 gols marcados. No ano seguinte, Hernane foi novamente artilheiro do time e depois do Campeonato Paulista de 2011 rescindiu o seu contrato com o São Paulo.

### Paraná
Deu sequência na sua carreira, acertando com o Paraná para a disputa da Série B. Chegou na 19.ª rodada do Brasileiro e por não ter feito a pré-temporada, estava mal fisicamente. Acabou não tendo sequência no Tricolor da Vila. Disputou 16 jogos (13 como titular) e marcou dois gols.

### Mogi Mirim
Em 2012, se transferiu para o Mogi Mirim, fez uma pré-temporada boa e marcou 16 gols em 22 jogos pelo Mogi Mirim no Campeonato Paulista, tendo sido vice artilheiro e inclusive tendo marcado gol mais rápido do Paulistão, em partida válida entre Linense e Mogi Mirim pela 15.ª rodada. Foram exatos 17 segundos.

### Flamengo

#### 2012
Após a vice artilharia do Campeonato Paulista de 2012, Hernane foi contratado pelo Flamengo em maio. Na sua apresentação, o atacante fez questão de agradecer a confiança da diretoria e da comissão técnica em seu trabalho, e recebeu conselhos de Zinho. Hernane também prometeu se empenhar muito nos treinos, trabalhando sério, para poder honrar as cores do Flamengo.
| “ | Primeiramente, o jogador tem que estar com a cabeça boa fora para ir bem dentro de campo. Eu quero estar bem focado para ajudar bastante. Vim sabendo da pressão que tem aqui, mas quero fazer o meu trabalho e honrar essa camisa. | ” |

Estreou em partida válida pelo Campeonato Brasileiro, enfrentando o Coritiba. Hernane entrou no segundo tempo no lugar de Diego Maurício, marcou seu primeiro gol com a camisa rubro-negra e se encantou com a torcida.

#### 2013
Hernane começou a temporada 2013 de pé direito: em 19 de janeiro, na estreia flamenguista no Campeonato Carioca, o atacante marcou os dois gols da vitória rubro-negra diante do Quissamã, assumindo o papel do camisa 9. O jogador vibrou com seu bom desempenho e declarou que ambos os tentos só foram convertidos porque, além da ajuda dos companheiros, foi "feliz por estar no lugar certo e na hora certa". No dia 28 de janeiro, Hernane reclamou por ter o apelido de Chicharito Hernane, por ser goleador igual o jogador do Manchester United, Chicharito, e disse preferir que o chamem de Brocador.
| “ | Não sabia desse apelido que colocaram em mim. Fico feliz, mas não quero ser chamado assim. Prefiro ficar conhecido como "Brocador" | ” |

A boa fase no começo de 2013, quando foi responsável por marcar sete gols nas primeiras rodadas do Campeonato Carioca, convenceu o Fla a renovar o vínculo de Hernane. Os rubro-negros estudaram, assim, a compra de 40% dos seus direitos econômicos, montante que, somado aos 10% adquiridos quando o atleta chegou ao Rio, em julho de 2012, lhes daria "metade" do atacante. Em 18 de fevereiro, finalmente, o Flamengo concretizou a compra de 40% do atacante, que fica no clube até 2016. Como o clube havia perdido o prazo inicial de compra, o bom relacionamento com o presidente do Mogi Mirim, Hélio Vasone, permitiu que a negociação fosse concluída. No dia 20 de fevereiro, após a compra de 40% do passe de Hernane, o Flamengo anunciou que Hernane passou a receber o triplo do que recebia, cerca de R$ 150 mil, além de luvas e premiações por objetivos alcançados. Voltou a marcar contra o Fluminense em 14 de abril, na vitória por 3 a 1; porém, mesmo com a vitória a equipe já estava desclassificada depois de perder dois jogos e empatar dois. No dia 18 de abril, em jogo válido pela Copa do Brasil, marcou seu primeiro hat-trick, mais conhecido no Brasil como "trinca", contra o Remo na vitória por 3 a 0 no Raulino de Oliveira. Seus gols ajudaram o time a avançar para a segunda fase da competição.[carece de fontes?]
Fez gols novamente em 20 de abril, contra o Macaé, na vitória de virada por 3 a 1 fora de casa pelo campeonato carioca.[carece de fontes?] Voltou a marcar após quatro jogos sem sua equipe vencer, fazendo o primeiro gol no jogo na vitória por 3 a 0 fora de casa contra o Criciúma em 8 de junho. Mas em junho o jogador começou a perder espaço para o recém contratado Marcelo Moreno, até que foi parar no banco nesse período.
Em 11 de agosto, no entanto, foi peça fundamental no primeiro Fla-Flu no Maracanã reformado para a Copa do Mundo de 2014, válido pela 13.ª rodada do Brasileirão de 2013. O Brocador marcou dois gols, inclusive um de letra, e deu uma assistência na vitória flamenguista por 3 a 2 diante do Fluminense.
Em setembro, quando Marcelo Moreno se machucou, o Brocador o substituiu e fez seu dever de casa, fazendo gol contra várias equipes no returno do Brasileirão de 2013, tenho conquistado a vaga de titular do Fla, deixando Moreno na reserva, fato que se manteria a mais jogos.
No dia 23 de outubro, pela Copa do Brasil, diante do rival Botafogo, em jogo no Maracanã, Hernane marcou um hat-trick e teve uma de suas melhores noites com a camisa do Flamengo, sendo ovacionado pela torcida. O jogo terminou em uma goleada de 4 a 0, classificando o rubro-negro para a semifinal da Copa do Brasil.
Em 27 de novembro, já na final da Copa do Brasil, o Flamengo vencia o Atlético Paranaense por 1 a 0, quando aos 49 minutos do segundo tempo Hernane marcou o gol que definiu de vez o título ao rubro-negro carioca. A partida terminou em 2 a 0 e o Flamengo sagrou-se campeão da Copa do Brasil pela terceira vez. Hernane foi o artilheiro da competição com 8 gols, antes, já havia sido artilheiro do Carioca e, terminou o Brasileiro de 2013 como vice artilheiro, com 16 gols – ainda veio a marcar mais um gol sobre o Cruzeiro, na última rodada do campeonato, em 7 de dezembro. Diante disso, o Brocador terminou o ano como sendo o maior goleador da temporada, com 36 gols, e ainda o maior artilheiro no século XXI do Flamengo, depois de Edílson ter marcado 28 gols em 2001. Pelo bom ano que fez, recebeu o prêmio Chuteira de Ouro, da revista Placar. Outro prêmio que recebeu foi o de "Craque da Galera", através de votação popular, desbancando outros destaques no ano, como Diego Tardelli e Éverton Ribeiro.

#### 2014
Muito em função do ano que teve em 2013, em janeiro de 2014 o Brocador recebeu uma proposta do Al-Jazira, clube dos Emirados Árabes, de 6 milhões de euros (19 milhões de reais na cotação da época), mas o rubro-negro prontamente recusou a oferta e o xodó da torcida continuou no clube para a temporada. No dia 2 de fevereiro, pelo Campeonato Carioca, diante do Macaé, Hernane fez quatro gols após ficar dois jogos sem marcar. O jogo terminou 5 a 2 para o Flamengo. Ao fim do jogo a torcida gritou para que o Brocador fosse convocado. Novamente, Hernane recebeu outra proposta de 3,5 milhões de euros (R$ 11,2 milhões) do Shanghai Shenhua, e o jogador acabou virando dúvida para a partida contra o Emelec. Diante do Emelec, Hernane marcou seu primeiro gol em uma competição continental, a Copa Libertadores. O jogo terminou 3 a 1 para o Rubro-Negro, e ao marcar o seu gol, o Brocador ouviu os gritos da torcida o pedindo para ficar.
| “ | Era meu sonho ver a torcida gritando, pedindo para eu ficar. Estou muito feliz por ter feito esse gol no Maracanã. De resto, como já falei, o meu empresário está conversando com a diretoria e eu não sei se eu fico, não sei se eu vou. Conheço pouco desse clube, não tenho tantas informações. Creio que até amanhã (quinta-feira) isso se decide. Eu estou feliz aqui. | ” |

No dia seguinte foi confirmada sua permanência no Flamengo para a temporada de 2014. Devida a uma série de lesões durante o ano, Hernane não conseguiu se firmar no time titular. O atacante chegou a receber uma proposta do Al-Rayyan, do Catar, porém a negociação não seguiu. Em agosto, no entanto, deu adeus ao Flamengo para jogar na Arábia Saudita. Durante sua passagem pelo Rubro-Negro foram 86 jogos e 45 gols. Em sua despedida oficial do clube, o Brocador chegou a chorar de emoção e revelou que voltará ao Flamengo algum dia.
| “ | Antes de qualquer coisa eu queria agradecer meus companheiros, diretoria, torcida... Foi maravilhoso, dois anos e três meses em que me dediquei. Queria muito jogar nesse clube desde criança. É muito difícil, mas fico feliz, é uma oportunidade que esperei por algum tempo, jogar no exterior. Agradeço ao Vanderlei, que me apoiou. Espero deixar as portas abertas e voltar ao clube que aprendi a gostar de verdade. | ” |

### Al-Nassr
No dia 1 de agosto de 2014, o Flamengo aceitou a proposta de 4,5 milhões de euros (13,6 milhões de reais) do Al-Nassr da Arábia Saudita. O atacante assinou um contrato de três anos com o clube saudita. Ele usou a camisa 45 em homenagem aos 45 gols feitos pelo Rubro-Negro.
Marcou seu primeiro gol pela equipe árabe em jogos oficiais diante do Hajer, no dia 30 de novembro, na goleada de seu time por 4 a 0 pelo Campeonato Saudita. Porém, já havia marcado um gol em um amistoso no dia 18 de novembro, na goleada por 4 a 0 contra o Al Hazm.
Depois de três meses de salários atrasados, conseguiu, por meio de ação na FIFA, sua liberação do Al-Nassr.

### Sport
No dia 28 de abril de 2015, depois de mais de uma semana de negociações, assinou com o Sport até o final do ano.
Em 11 de junho, em uma noite de autógrafos paras os sócios, o atacante se apresentou com a nova camisa: o nome "Hernane" ficou em segundo plano e o apelido Brocador ganhou destaque, com o nome "H. Brocador" às costas. O número também foi uma novidade: havia uma expectativa de que usasse a 99, mas ele herdou a camisa 9 que pertencia a Joelinton, negociado com o Hoffenheim.
Marcou seus primeiros gols pelo clube no dia 12 de agosto, na derrota de 4 a 3 para o Corinthians, pelo Campeonato Brasileiro. No Leão, Hernane não conseguiu ganhar a posição de André, que foi o artilheiro do time na Série A com 13 gols. Ao todo, o Brocador participou de 17 jogos - sendo seis como titular - e marcou quatro gols.

### Bahia
No dia 22 de dezembro de 2015 foi anunciado pelo Bahia, assinando por dois anos. No ano de 2016 foi o principal artilheiro do time na temporada, com 24 gols marcados. Já no ano seguinte conquistou a Copa do Nordeste, seu primeiro título no clube.
Deixou o Bahia, em uma passagem recheada de altos e baixos, mas com números significativos, são 31 gols em 71 jogos.

### Grêmio
Após rescindir contrato com o Bahia, foi anunciado no Grêmio no dia 18 de fevereiro de 2018.

### Retorno ao Sport
No dia 15 de agosto de 2018, o Sport anunciou o seu retorno. Hernane assinou até o fim de 2019.
Em 2019, com a chegada dos atacantes Guilherme e Ezequiel, o Leão teve um trio que brilhou no Campeonato Pernambucano. Em maio, Hernane pagou uma aposta: se Ezequiel lhe desse cinco assistências, teria direito a um jantar pago pelo companheiro.
Foi um dos principais nomes do Sport na Série B, marcando 14 gols e sendo fundamental no acesso.
Após perder espaço no clube pernambucano, foi anunciado a sua saída no dia 29 de junho de 2021. Ao todo nas duas passagens que teve pelo Sport (2015/2018–2021) Hernane atuou em 116 partidas e marcou 36 gols pelo Leão.

### Confiança
No dia de sua saída do Sport, foi anunciado como novo reforço clube sergipano Confiança, assinando até o final da Série B do Campeonato Brasileiro. Em 3 de julho de 2021, estreou-se no jogo em que o Vasco venceu o Confiança por 1 a 0, no estádio São Januário, pela 9.ª rodada da Série B. Anotou um bis na vitória de virada diante do Brusque, em 6 de novembro, na Arena Batistão, em Aracaju, em duelo válido pela 34.ª rodada da Série B.
Pelo Confiança disputou 15 jogos e marcou apenas dois gols. Ele foi contratado para aumentar a qualidade do setor ofensivo do Gigante Operário na Série B e tido como principal contratação da temporada, Hernane Brocador se despediu do Dragão sem deixar saudade. Nos seis meses em que esteve no clube, entre lesões e falta de ritmo em campo, Hernane atuou em apenas 15 dos 31 jogos que o Confiança disputou durante o período. Mesmo recuperado das contusões, o técnico Luizinho Lopes chegou a não relacionar o atleta para três confrontos da Série B.

### Lemense
Em janeiro de 2022, foi anunciado como reforço do Lemense, para a disputa do Campeonato Paulista Série A2.

### Brasiliense
Ainda em 2022, mas em abril, o atacante foi anunciado como novo reforço do Brasiliense. O experiente atacante chega para reforçar o elenco que disputa a Copa do Brasil e a Série D do Campeonato Brasileiro, além da Copa Verde. Hernane assinou contrato com o Jacaré até novembro de 2023.

### Portuguesa
Após deixar o Brasiliense, Hernane foi anunciado como reforço da Portuguesa-RJ. Hernane usará a camisa 100, uma homenagem ao centenário da Portuguesa. No dia 17 de janeiro de 2024, a Portuguesa-RJ venceu o Bangu por 1 a 0, em partida válida pela 1.ª rodada do Campeonato Carioca, disputada no Luso-Brasileiro. O jogo marcou a estreia de Hernane Brocador.

### Carajás
Em outubro de 2024, foi anunciado como novo reforço do Carajás, pelo presidente do clube, Luciano Lima, para o restante da Série B do Campeonato Paraense.

### Nacional-AM
Foi anunciado pelo Nacional-AM para a disputa do Campeonato Amazonense de 2025.
No dia 2 de abril de 2025, Hernane Brocador utilizou as redes sociais para se despedir do clube amazonense.

## Estilo de jogo
| “ | Eu acho que centroavante precisa estar sempre pronto para as bolas que recebe. Eu fico feliz por conseguir fazer gols com um toque só. A gente muitas vezes não tem muito espaço para dominar contra equipes que jogam mais fechadas e tem que ser assim. | ” |

Sua principal característica é a finalização de primeira. Foi assim que ele se consagrou no Flamengo, fazendo gols sem participar muito das jogadas. Em 2013, ele marcou 36 gols. Foram 16 na Série A do Campeonato Brasileiro, 12 no Campeonato Carioca e oito na Copa do Brasil. 30 desses 36 tentos foram marcados com apenas um toque na bola, 5 com 2 toques, e apenas 1 com 3 toques. Para assinalar os 31 primeiros gols que marcou nesta temporada, ele precisou dar apenas 36 toques na bola.
Seus dois primeiros gols marcados com a camisa do Sport também foram assinalados com apenas um toque na bola.
Além disso, Hernane tem um estilo muito aguerrido em campo, pressionando o adversário e não deixando o zagueiro sair jogando.

## Estatísticas
Atualizadas até 23 de novembro de 2020.

### Clubes
| Clube        | Temporada | Campeonato nacional | Campeonato nacional | Campeonato nacional | Copa nacional[a] | Copa nacional[a] | Copa nacional[a] | Competições continentais[b] | Competições continentais[b] | Competições continentais[b] | Outros torneios[c] | Outros torneios[c] | Outros torneios[c] | Total | Total | Total   |
| Clube        | Temporada | Jogos               | Gols                | Assist.             | Jogos            | Gols             | Assist.          | Jogos                       | Gols                        | Assist.                     | Jogos              | Gols               | Assist.            | Jogos | Gols  | Assist. |
| ------------ | --------- | ------------------- | ------------------- | ------------------- | ---------------- | ---------------- | ---------------- | --------------------------- | --------------------------- | --------------------------- | ------------------ | ------------------ | ------------------ | ----- | ----- | ------- |
| Atibaia      | 2007      | —                   | —                   | —                   | —                | —                | —                | —                           | —                           | —                           | 20                 | 13                 | 0                  | 20    | 13    | 0       |
| Atibaia      | Total     | 0                   | 0                   | 0                   | 0                | 0                | 0                | 0                           | 0                           | 0                           | 20                 | 13                 | 0                  | 20    | 13    | 0       |
| Rio Preto    | 2008      | —                   | —                   | —                   | —                | —                | —                | —                           | —                           | —                           | 0                  | 0                  | 0                  | 0     | 0     | 0       |
| Rio Preto    | Total     | 0                   | 0                   | 0                   | 0                | 0                | 0                | 0                           | 0                           | 0                           | 0                  | 0                  | 0                  | 0     | 0     | 0       |
| Toledo       | 2009      | —                   | —                   | —                   | —                | —                | —                | —                           | —                           | —                           | 6                  | 6                  | 0                  | 6     | 6     | 0       |
| Toledo       | Total     | 0                   | 0                   | 0                   | 0                | 0                | 0                | 0                           | 0                           | 0                           | 6                  | 6                  | 0                  | 6     | 6     | 0       |
| Catanduvense | 2010      | —                   | —                   | —                   | —                | —                | —                | —                           | —                           | —                           | 4                  | 0                  | 0                  | 4     | 0     | 0       |
| Catanduvense | Total     | 0                   | 0                   | 0                   | 0                | 0                | 0                | 0                           | 0                           | 0                           | 4                  | 0                  | 0                  | 4     | 0     | 0       |
| Paulista     | 2010      | —                   | —                   | —                   | —                | —                | —                | —                           | —                           | —                           | 10                 | 10                 | 0                  | 10    | 10    | 0       |
| Paulista     | 2011      | —                   | —                   | —                   | 3                | 1                | 0                | —                           | —                           | —                           | 17                 | 7                  | 0                  | 20    | 8     | 0       |
| Paulista     | Total     | 0                   | 0                   | 0                   | 3                | 1                | 0                | 0                           | 0                           | 0                           | 27                 | 17                 | 0                  | 30    | 18    | 0       |
| Paraná       | 2011      | 17                  | 2                   | 0                   | 0                | 0                | 0                | —                           | —                           | —                           | —                  | —                  | —                  | 17    | 2     | 0       |
| Paraná       | Total     | 17                  | 2                   | 0                   | 0                | 0                | 0                | 0                           | 0                           | 0                           | 0                  | 0                  | 0                  | 17    | 2     | 0       |
| Mogi Mirim   | 2012      | —                   | —                   | —                   | —                | —                | —                | —                           | —                           | —                           | 22                 | 16                 | 0                  | 22    | 16    | 0       |
| Mogi Mirim   | Total     | 0                   | 0                   | 0                   | 0                | 0                | 0                | 0                           | 0                           | 0                           | 22                 | 16                 | 0                  | 22    | 16    | 0       |
| Flamengo     | 2012      | 14                  | 3                   | 0                   | —                | —                | —                | —                           | —                           | —                           | —                  | —                  | —                  | 14    | 3     | 0       |
| Flamengo     | 2013      | 31                  | 16                  | 5                   | 11               | 8                | 0                | —                           | —                           | —                           | 17                 | 12                 | 1                  | 59    | 36    | 6       |
| Flamengo     | 2014      | 1                   | 0                   | 0                   | —                | —                | —                | 4                           | 1                           | 0                           | 9                  | 5                  | 3                  | 14    | 6     | 3       |
| Flamengo     | Total     | 46                  | 19                  | 5                   | 11               | 8                | 0                | 4                           | 1                           | 0                           | 26                 | 17                 | 4                  | 87    | 45    | 9       |
| Al-Nassr     | 2014–15   | 7                   | 1                   | 0                   | 2                | 0                | 0                | —                           | —                           | —                           | —                  | —                  | —                  | 9     | 1     | 0       |
| Al-Nassr     | Total     | 7                   | 1                   | 0                   | 2                | 0                | 0                | 0                           | 0                           | 0                           | 0                  | 0                  | 0                  | 9     | 1     | 0       |
| Sport        | 2015      | 14                  | 2                   | 0                   | —                | —                | —                | 3                           | 2                           | 0                           | —                  | —                  | —                  | 17    | 4     | 0       |
| Sport        | 2018      | 16                  | 2                   | 0                   | —                | —                | —                | —                           | —                           | —                           | —                  | —                  | —                  | 16    | 2     | 0       |
| Sport        | 2019      | 32                  | 14                  | 2                   | 1                | 0                | 0                | 0                           | 0                           | 0                           | 12                 | 9                  | 0                  | 45    | 23    | 2       |
| Sport        | 2020      | 23                  | 2                   | 0                   | 1                | 0                | 0                | —                           | —                           | —                           | 14                 | 5                  | 0                  | 38    | 7     | 0       |
| Sport        | 2021      | 0                   | 0                   | 0                   | 0                | 0                | 0                | 0                           | 0                           | 0                           | 0                  | 0                  | 0                  | 0     | 0     | 0       |
| Sport        | Total     | 83                  | 20                  | 2                   | 2                | 0                | 0                | 3                           | 2                           | 0                           | 26                 | 14                 | 0                  | 116   | 36    | 2       |
| Bahia        | 2016      | 34                  | 13                  | 4                   | 0                | 0                | 0                | 0                           | 0                           | 0                           | 12                 | 11                 | 0                  | 46    | 24    | 4       |
| Bahia        | 2017      | 5                   | 0                   | 0                   | 2                | 0                | 0                | —                           | —                           | —                           | 15                 | 8                  | 0                  | 22    | 8     | 0       |
| Bahia        | 2018      | 0                   | 0                   | 0                   | 0                | 0                | 0                | 0                           | 0                           | 0                           | 3                  | 3                  | 1                  | 3     | 3     | 1       |
| Bahia        | Total     | 39                  | 13                  | 4                   | 2                | 0                | 0                | 0                           | 0                           | 0                           | 30                 | 22                 | 1                  | 71    | 35    | 5       |
| Grêmio       | 2018      | 1                   | 0                   | 1                   | 0                | 0                | 0                | 0                           | 0                           | 0                           | 4                  | 0                  | 1                  | 5     | 0     | 2       |
| Grêmio       | Total     | 1                   | 0                   | 1                   | 0                | 0                | 0                | 0                           | 0                           | 0                           | 4                  | 0                  | 1                  | 5     | 0     | 2       |
| Confiança    | 2021      | 0                   | 0                   | 0                   | 0                | 0                | 0                | 0                           | 0                           | 0                           | 0                  | 0                  | 0                  | 0     | 0     | 0       |
| Confiança    | Total     | 0                   | 0                   | 0                   | 0                | 0                | 0                | 0                           | 0                           | 0                           | 0                  | 0                  | 0                  | 0     | 0     | 0       |

- a. ^ Jogos da Copa do Brasil e Copa da Arábia Saudita
- b. ^ Jogos da Copa Libertadores da América e Copa Sul-Americana
- c. ^ Jogos do Campeonato Paulista - Série B, Campeonato Paulista, Campeonato Paranaense, Campeonato Paulista - Série A2, Copa Paulista, Campeonato Paulista do Interior, Campeonato Carioca, Campeonato Pernambucano, Campeonato Baiano, Copa do Nordeste e amistosos.

## Títulos
Paulista
- Copa Paulista: 2010, 2011

Mogi Mirim
- Campeonato Paulista do Interior: 2012

Flamengo
- Copa do Brasil: 2013
- Campeonato Carioca: 2014
- Taça Guanabara: 2014
- Taça Rádio Globo 70 Anos: 2014
- Torneio Super Clássicos: 2013, 2014
- Troféu 125 anos de Uberlândia: 2013

Al-Nassr
- Campeonato Saudita: 2013-14, 2014-15
- Copa da Coroa do Príncipe: 2013-14

Bahia
- Copa do Nordeste: 2017
- Campeonato Baiano: 2018

Grêmio
- Campeonato Gaúcho: 2018

Sport
- Campeonato Pernambucano: 2019
- Taça Ariano Suassuna: 2015, 2018

## Prêmios individuais
- Chuteira de Ouro: 2013 (70 pontos)
- Prêmio Arthur Friedenreich: 2013 (36 gols)[67]
- Prêmio Craque da Galera: 2013
- Seleção do Campeonato Paulista: 2012[68]
- Seleção do Campeonato Carioca: 2013[69][70][71]
- Seleção do Campeonato Pernambucano: 2019[72]

## Artilharias
- Campeonato Paulista do Interior de 2012: 3 gols
- Campeonato Carioca de 2013: 12 gols
- Copa do Brasil de 2013: 8 gols
- Campeonato Pernambucano de 2019: 9 gols
- Campeonato Amazonense de 2025: 4 gols[73]

### Marcas
- Artilheiro do futebol brasileiro no ano de 2013: 36 gols[67]
- Terceiro maior artilheiro do Flamengo na década de 2010 (45 gols)
- Sétimo maior artilheiro do Flamengo no século XXI (45 gols)[74]
- Maior artilheiro do Flamengo em uma mesma Copa do Brasil: 8 gols, 2013 (empatado com Romário, 1999)

### Vice-artilharias
- Campeonato Paulista de 2012: 16 gols
- Taça Rio de 2013: 4 gols
- Campeonato Brasileiro de 2013: 16 gols
- Copa do Nordeste de 2017: 5 gols